# Pico de Medacorba
El pico de Medacorba (en francés: Pic de Médécourbe, en catalán: Pic de Medecorba) es una cumbre fronteriza de los Pirineos que constituye un trifinio entre Andorra, España y Francia. Con 2914 m de altitud, es una de las cinco cumbres más elevadas del Principado de Andorra.

## Toponimia
Pic tanto en francés como en catalán tiene el mismo sentido y designa una cumbre rocosa por oposición a las tossa y bony frecuentemente encontrados en la toponimia andorrana y que corresponden a cumbres más «redondeadas».

## Geografía

### Topografía

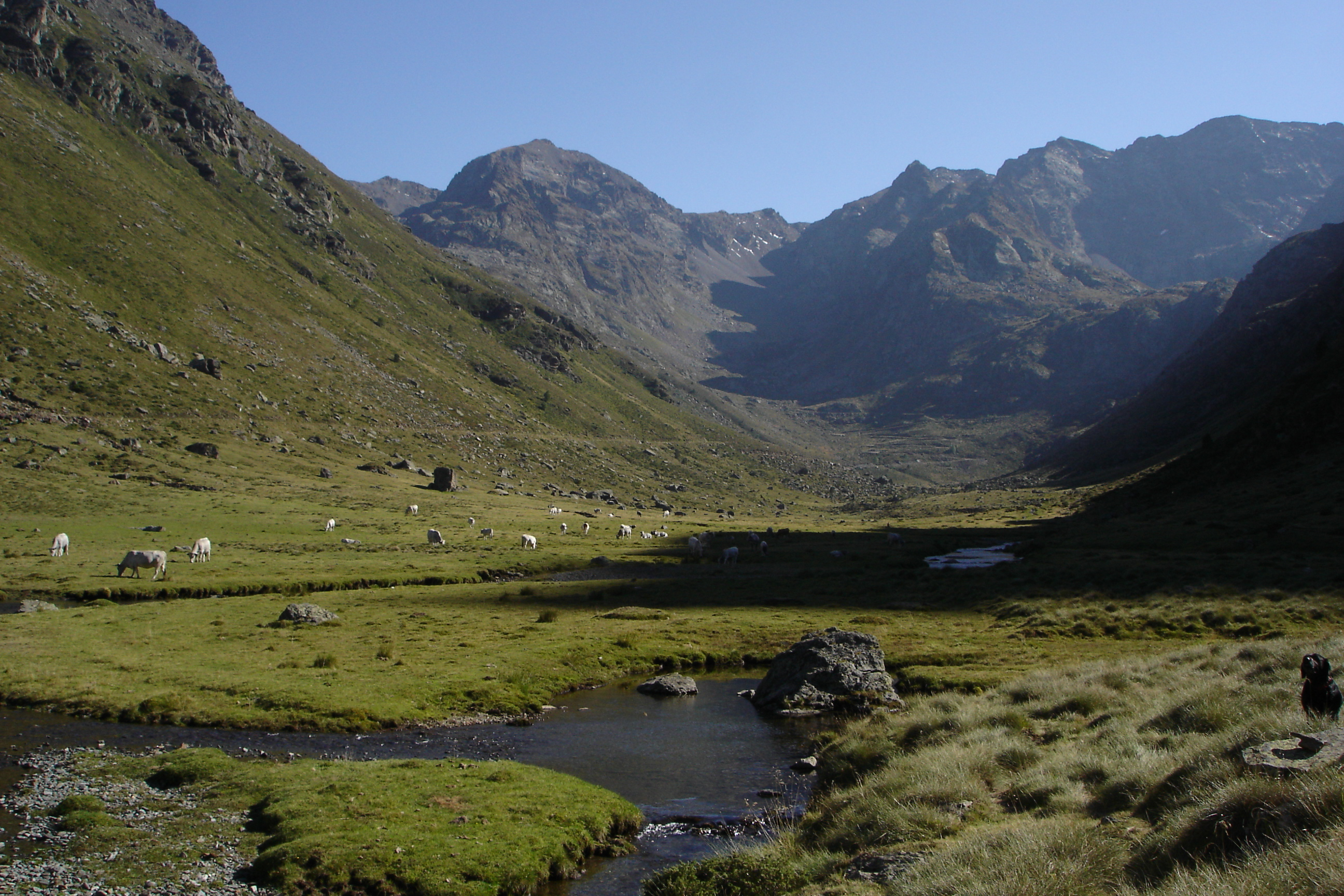
Vista del Valle de Bareytes y del Pico de Medacorba desde el Valle de Soulcem.

Desde el Valle de Vicdessos, en el departamento de Ariège, el Pico de Medacorba es una gran cumbre rocosa que cierra el valle de Soulcem. Su cima muy recortada y austera impone varios pasos de escalada fácil por su cara norte. Su vertiente meridional es igualmente accesible.
Se eleva más de 1000 m de altura en el valle de Soulcem y su gran lago.
El conjunto de los picos de Lavans, Racofred y de las Bareytes constituye la cumbre propiamente dicha del Medacorba.

### Geología
El Pico de Medacorba está ubicado sobre el canal axial primario de Pirineo sobre la línea de reparto de las aguas entre océano Atlántico y el mar Mediterráneo. El Pico está formado por rocas metamórficas.

### Protección medioambiental
La montaña se encuentra en el corazón de un vasto espacio protegido trinacional, ubicado a la vez en los límites del Parque natural regional de los Pirineos de Ariège en Francia, del parque natural de los Valles del Comapedrosa en Andorra y del parque natural del Alto Pirineo en España.